# Chagres (fiume)

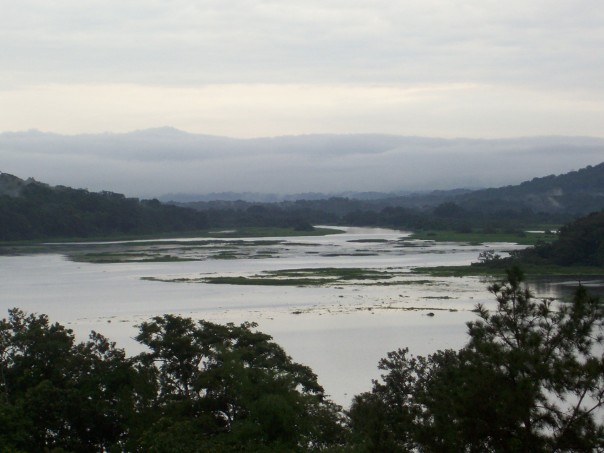
Il fiume Chagres visto dalla Foresta pluviale di Gamboa Panama

Il fiume Chagres è un corso d'acqua che scorre nello Stato di Panama. La parte centrale del fiume è sbarrata dalla diga di Gatún che forma il Lago Gatún, un lago artificiale che fa parte del Canale di Panama. Esso scende verso nord-ovest sfociando nel Mar dei Caraibi. Fu scoperto nel 1502 da Cristoforo Colombo che gli diede il nome di Río de los Lagartos, cioè «fiume dei coccodrilli».
Il fiume fu esplorato prima da comandante Diego Cueto e dal suo timoniere Pedro de Umbria nel 1506.
Nel 1527 Hernando de la Serna, su incarico del re Carlo V, lo risalì cercando un percorso adatto per lo scavo di un canale che unisse l'Atlantico al Pacifico tagliando l'istmo di Panama. Al termine venne definito un nuovo collegamento terrestre, il Camino de Cruces, un percorso che portava dalla città di Panamá fino a Venta de Cruces, e di qui, navigando sul fiume Chagres, si giungeva alla sua foce e quindi all'Atlantico. Hernando de la Serna vi fondò la città di Chagres, ove fu costruita la Fortezza di San Lorenzo. Oggi la città di Venta de Cruces giace sul fondo del Lago Gatún.
La parte superiore del suo bacino è coperta da una densa foresta tropicale che lo Stato di Panamá nel 1985 ha deciso di proteggere creando il Parco Nazionale del Chagres.